# Bruno Cornillet
Bruno Cornillet (Lamballe, 8 de fevereiro de 1963) é um ex-ciclista francês, que competiu como profissional entre 1984 e 1995. No Tour de France 1995, ele foi o último na classificação geral, o lanterne rouge.